# Papstwahl 1261
Die Papstwahl von 1261 (26. Mai – 29. August) fand nach dem Tod von Alexander IV. am 25. Mai statt; die Kardinäle entschieden sich für den Franzosen Jacques Pantaléon, bis dahin Lateinischer Patriarch von Jerusalem und kein Kardinal. Der neue Papst wählte den Namen Urban IV. Da Papst Alexander seit der ersten Maiwoche 1261 in Viterbo wohnhaft war, fand das Treffen der Kardinäle zur Wahl seines Nachfolgers im Bischofspalast von Viterbo statt, der neben der Kathedrale San Lorenzo lag. Das tatsächliche Datum des Beginns der Wahlversammlung (es gab noch kein Konklave) ist unbekannt. Wenn der Kanon von Papst Bonifatius III. (607 n. Chr.) noch in Kraft war (und es gibt keinen Grund zu der Annahme, dass dies nicht der Fall war), konnte die Wahl erst am dritten Tag nach der Beerdigung des Papstes beginnen.

## Hintergrund
Alexander IV. hatte unklugerweise die Politik der Feindseligkeit gegen die Staufer fortgesetzt, die von Papst Gregor IX. begonnen worden war. Von 1254 bis 1258 war Konradin König von Sizilien, der dann von seinem Onkel und Vormund Manfred verdrängt wurde. Dies entsprach nicht den Vorstellungen von Papst Alexander, der die Oberhoheit über Süditalien und Sizilien und die Vormundschaft über den jungen Konradin beanspruchte. Unmittelbar nach seinem Thronbesteigung (Manfred krönte sich selbst am 10. August 1258 in Palermo) exkommunizierte Alexander Manfred.

## Kardinäle
Papst Alexander IV. (1254–1261), der sich der Anklage wegen Vetternwirtschaft gegenüber seinem Vorgänger Innozenz IV. widersetzt hatte, hatte keine Kardinäle ernannt. Zwei Kardinäle außer Alexander selbst waren seit der letzten Wahl 1254 gestorben (Gil Torres und Guglielmo Fieschi); ansonsten waren die Wähler gleich.
| Kardinal                                     | Herkunft          | Rang             | Titel                           | Ernannt am    | durch        | Anmerkungen                                                                          |
| -------------------------------------------- | ----------------- | ---------------- | ------------------------------- | ------------- | ------------ | ------------------------------------------------------------------------------------ |
| Odo von Châteauroux, Castro Radulfi, O.Cist. | Erzbistum Bourges | Kardinalbischof  | Bischof von Tusculum (Frascati) | 28. Mai 1244  | Innozenz IV. |                                                                                      |
| Johannes von Toledo                          | England           | Kardinalpriester | Bischof von Porto-Santa Rufina  | 28. Mai 1244  | Innozenz IV. | Ein Unterstützter von Heinrich III. von England; diente 60 Jahre der römischen Kurie |
| István Báncsa                                | Ungarn            | Kardinalbischof  | Bischof von Palestrina          | Dezember 1251 | Innozenz IV. | Erzbischof von Esztergom (1243–1254)                                                 |
| Hugo von Saint-Cher, O.P.                    | Vienne            | Kardinalpriester | Santa Sabina                    | 28. Mai 1244  | Innozenz IV. | Legat in Deutschland 1253                                                            |
| Riccardo Annibaldi                           | Rom               | Kardinaldiakon   | Sant’Angelo in Pescheria        | 1237          | Gregor IX.   |                                                                                      |
| Ottaviano Ubaldini                           | Florenz           | Kardinaldiakon   | Santa Maria in Via Lata         | 28. Mai 1244  | Innozenz IV. | Apostolischer Legat in Sizilien ab Januar 1255.                                      |
| Giovanni Gaetano Orsini                      | Rom               | Kardinaldiakon   | San Nicola in Carcere           | 28. Mai 1244  | Innozenz IV. | später Papst Nikolaus III.                                                           |
| Ottobono Fieschi                             | Genua             | Kardinaldiakon   | Sant’Adriano al Foro            | Dezember 1251 | Innozenz IV. | später Papst Hadrian V.                                                              |